# Караваинский сельсовет (Тамбовская область)
Караваинский сельсовет — сельское поселение в Инжавинском районе Тамбовской области Российской Федерации.
Административный центр — село Караваино.

## История
Статус и границы сельского поселения установлены Законом Тамбовской области от 17 сентября 2004 года № 232-З «Об установлении границ и определении места нахождения представительных органов муниципальных образований в Тамбовской области».

## Население
| 2010 | 2012 | 2013 | 2014 | 2015 | 2016 | 2017 |
| ---- | ---- | ---- | ---- | ---- | ---- | ---- |
| 568  | ↘562 | ↘537 | ↘529 | ↘509 | ↘498 | ↘479 |
| 2018 | 2019 | 2020 | 2021 |      |      |      |
| ↘464 | ↘447 | ↘425 | ↗450 |      |      |      |

## Состав сельского поселения
| № | Населённый пункт | Тип населённого пункта       | Население |
| - | ---------------- | ---------------------------- | --------- |
| 1 | Караваино        | село, административный центр | ↘376      |
| 2 | Лебедевка        | деревня                      | ↘118      |
| 3 | Лужки            | деревня                      | 3         |
| 4 | Мельничная       | деревня                      | 20        |
| 5 | Павловка 1-я     | деревня                      | 6         |
| 6 | Павловка 2-я     | деревня                      | 6         |
| 7 | Траковка         | деревня                      | 2         |
| 8 | Шабловка         | деревня                      | ↘33       |

### Упразднённые населённые пункты
Посёлок Ржавец, деревня Кареевка 3-я.